# 熱川温泉病院
熱川温泉病院（あたがわおんせんびょういん）は、静岡県賀茂郡東伊豆町に存在する病院。温泉を利用したリハビリテーション、療養をメインとするリゾート型病院である。

## 沿革
- 1965年（昭和40年） - リハビリテーション専門病院として開設
- 1996年（平成8年） - リニューアルオープン（一般病棟37床、療養型144床 計181床）
- 1997年（平成9年） - 老人デイケア開設（1単位20名）
- 1998年（平成10年） - ふれあい訪問看護ステーション開設（賀茂郡東伊豆町稲取）
- 1999年（平成11年）
  - 病院機能評価認定（日本医療機能評価機構）（静岡県下8施設目・一般と療養の複合施設としては静岡県では初）
  - 二次救急病院指定
- 2000年（平成12年）
  - 居宅介護支援事業所・通所リハビリステーション（併設2単位40名）開設、さわやか訪問介護事業所開設
  - 伊豆高原クリニック通所リハビリステーション開設（1単位20名）
- 2001年（平成13年） - 総合リハビリステーション開設　施設基準取得
- 2002年（平成14年） - 181床から199床へ（18床）増床
- 2003年（平成15年）- 病床区分届にて199床を全床療養型へ変更

## 診療科目・外来診療
- 内科
- 神経内科
- リハビリテーション科
- リウマチ科
- 循環器内科
- 外科
- 消化器外科
- 呼吸器外科
- 整形外科
- 脳神経外科
- 皮膚科
- 泌尿器科（人工透析）

## 医療機関の指定等
- 保険医療機関[1]
- 生活保護法指定医療機関[1]
- 労災保険指定医療機関[1]
- 戦傷病者特別援護法指定医療機関[1]
- 指定自立支援医療機関（更生医療）[1]
- 原子爆弾被害者一般疾病医療取扱医療機関[1]
- 身体障害者福祉法指定医の配置されている医療機関[1]
- 特定疾患治療研究事業委託医療機関[1]
- 公益財団法人日本医療機能評価機構認定[2]

## 施設
- 病床：199床（療養病棟158床・回復期リハビリテーション病棟41床）、人工透析センター（12床）

## 交通アクセス
- JR東海道本線：熱海駅にてJR伊東線〜伊豆急行線に乗り換え、片瀬白田駅下車、徒歩10分[3]。
- 東名高速道路厚木インターチェンジ〜小田原厚木道路小田原西インターチェンジを出て、真鶴道路・国道135号を経由、片瀬・白田まで[3]。
- 東名高速道路沼津インターチェンジ、国道1号、国道136号、伊東修善寺線「冷川インターチェンジ」、中伊豆バイパス・国道135号を経由、片瀬・白田まで[3]。